# Fokker T.IV
Fokker T.IV là một loại thủy phi cơ trinh sát biển/ném bom ngư lôi của Hà Lan trong thập niên 1920-1930. Chuyến bay đầu diễn ra vào năm 1927, nó trang bị cho Không quân Hải quân Hà Lan ở Đông Ấn Hà Lan cho đến khi Nhật xâm chiếm khu vực này vào năm 1942.

## Biến thể
T.IV
Phiên bản sản xuất gốc, lắp động cơ 336 kW (450 hp) Lorraine Dietrich. 18 chiếc
T.IVa
Phiên bản lắp động cơ Cyclone. 12 chiếc.

## Quốc gia sử dụng
Hà Lan
- Không quân Hải quân Hà Lan

 Bồ Đào Nha
- Bồ Đào Nha nhận 3 chiếc T.IV,[1] lắp động cơ Rolls-Royce Eagle.[2]

## Tính năng kỹ chiến thuật (T.IVa)

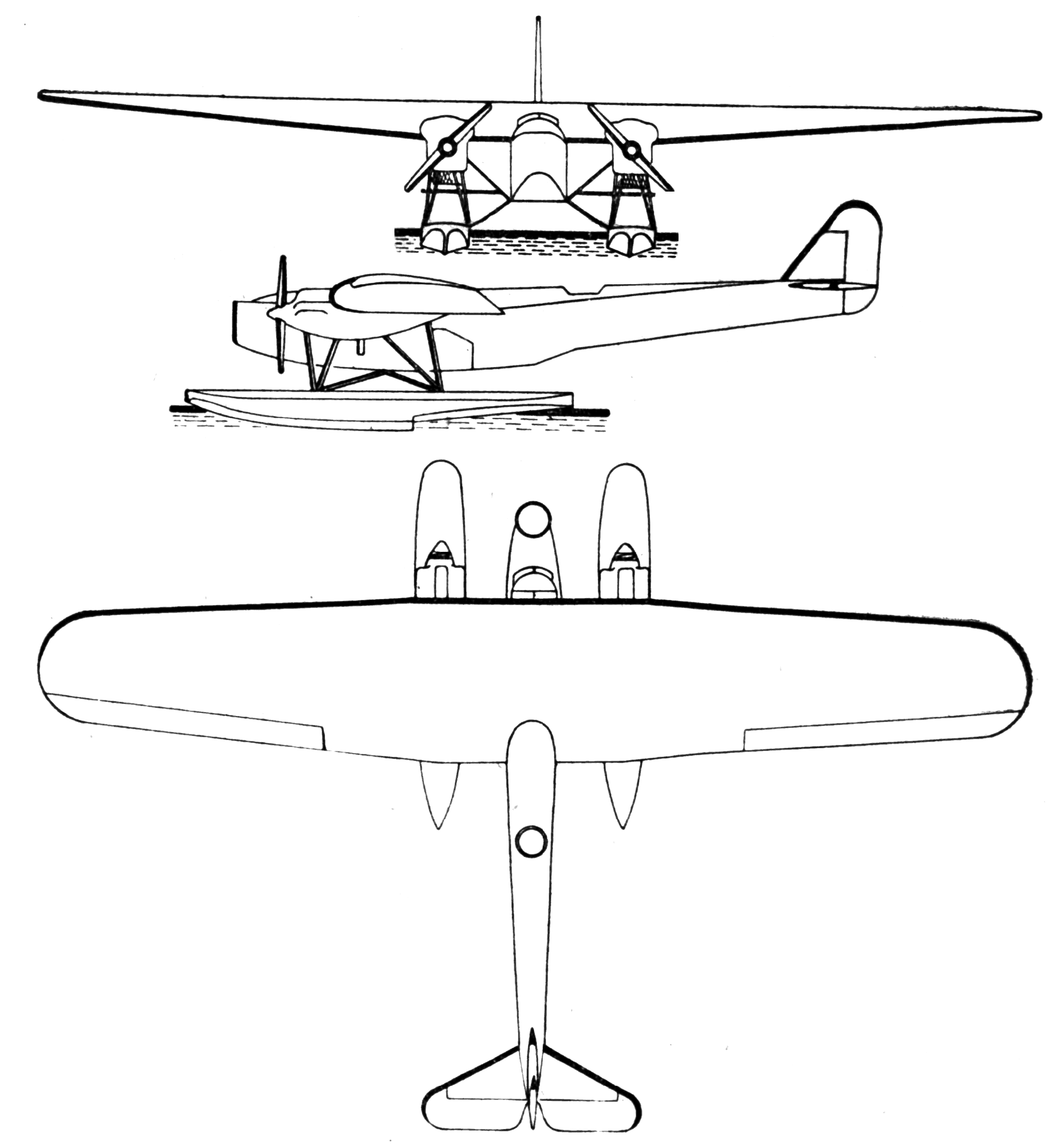
Fokker T.IV

Dữ liệu lấy từ The Encyclopedia of World Aircraft 

### Đặc điểm riêng
- Tổ lái: 4
- Chiều dài: 17,60 m (57 ft 8¾ in)
- Sải cánh: 26,20 m (85 ft 11½ in)
- Chiều cao: 6 m (19 ft 8¼ in)
- Diện tích cánh: 97,80 m² (1.053 ft²)
- Trọng lượng rỗng: 4.665 kg (10.285 lb)
- Trọng lượng cất cánh tối đa: 7.200 kg (15.873 lb)
- Động cơ: 2 × Wright SR-1820-F2 Cyclone, 559 kW (750 hp) mỗi chiếc

### Hiệu suất bay
- Vận tốc cực đại: 260 km/h (140 kn, 161 mph)
- Vận tốc hành trình: 215 km/h (116 kn, 134 mph)
- Tầm bay: 1560 km (843 NM, 969 mi)
- Trần bay: 5900 m (19.355 ft)
- Lực nâng của cánh: 73,6 kg/m² (15,1 lb/ft²)
- Lực đẩy/trọng lượng: 160 W/kg (0,095 hp/lb)

### Vũ khí
- Súng: 3 × súng máy M1919 Browning 7,9 mm (.31 in)
- Bom: 800 kg (1.764 lb) bom hoặc 1 × quả ngư lôi